# Vilarinho do Bairro
Vilarinho do Bairro es una freguesia portuguesa del concelho de Anadia, con 25,45 km² de superficie y 3.224 habitantes (2001). Su densidad de población es de 126,7 hab/km².